# 小行星9355
小行星9355（英語：9355）是一颗围绕太阳公转的小行星。1991年12月5日，上田清二、金田宏在钏路市发现了此天体。
这颗小行星的绝对星等为199.14851等。